# Barberino Val d’Elsa
Barberino Val d’Elsa ist ein Ortsteil der Gemeinde Barberino Tavarnelle in der Metropolitanstadt Florenz in der Region Toskana.

## Geografie

Lage der ehemaligen Gemeinde Barberino Val d’Elsa in der Metropolitanstadt Florenz

Barberino Val d’Elsa liegt rund 30 km südlich der Regional- und Provinzhauptstadt Florenz im Elsatal. Die westlichen Ortsteile wie z. B.  Vico d’Elsa und Zambra liegen direkt am Fluss Elsa, die südlichen (wie z. B. Ponzano) gehören zum Gebiet des Chianti und zum Weinbaugebiet des Chianti Classico. Im Norden grenzte die Gemeinde an das Pesa-Tal (Val di Pesa).
Zu der ehemaligen Gemeinde gehörten die weiteren Ortsteile Casanuova del Piano (85 m), Cipressino (143 m), Linari (225 m), Marcialla (383 m), Monsanto (295/303 m), Pastine (247 m), Petrognano (284 m), Ponzano (301 m), San Filippo a Ponzano (286 m), San Martino (232 m), Sant’Appiano (280 m), Tignano (334 m) und Vigliano (358 m). Weitere Orte (bzw. Weiler, italienisch Località) sind Olena (mit Isole) und Sosta del Papa.

## Geschichte
Die Geschichte des Ortes ist eng mit der von Semifonte verbunden, einer befestigten Stadt in der unmittelbaren Nähe des heutigen Barberino, deren Burg 1177 errichtet und 1202 von den Florentinern zerstört wurde. Bedeutung erlangte der Ort hauptsächlich durch seine Lage an den Römerstraßen, der Via Regia Romana, der Via Francigena und der Via Chiantigiana, die Siena mit Florenz verbinden. Heute sind noch zwei Stadttore erhalten; die Porta Romana (auch Porta Senese genannt) ist noch im Originalzustand, die Porta Fiorentina wurde rekonstruiert.
Tavarnelle Val di Pesa gehörte bis 1893 als Ortsteil zu Barberino Val d’Elsa und wurde am 1. Mai 1893 eigenständige Gemeinde. Die ehemals selbständigen Gemeinden fusionierten am 1. Januar 2019 zur neuen Gemeinde Barberino Tavarnelle. Bei der Abstimmung zu der Gemeindefusion am 11. und 12. November 2018 stimmten in Barberino Val d’Elsa 67,74 % (bei 54,35 % Wahlbeteiligung) für die Fusion.

## Sehenswürdigkeiten

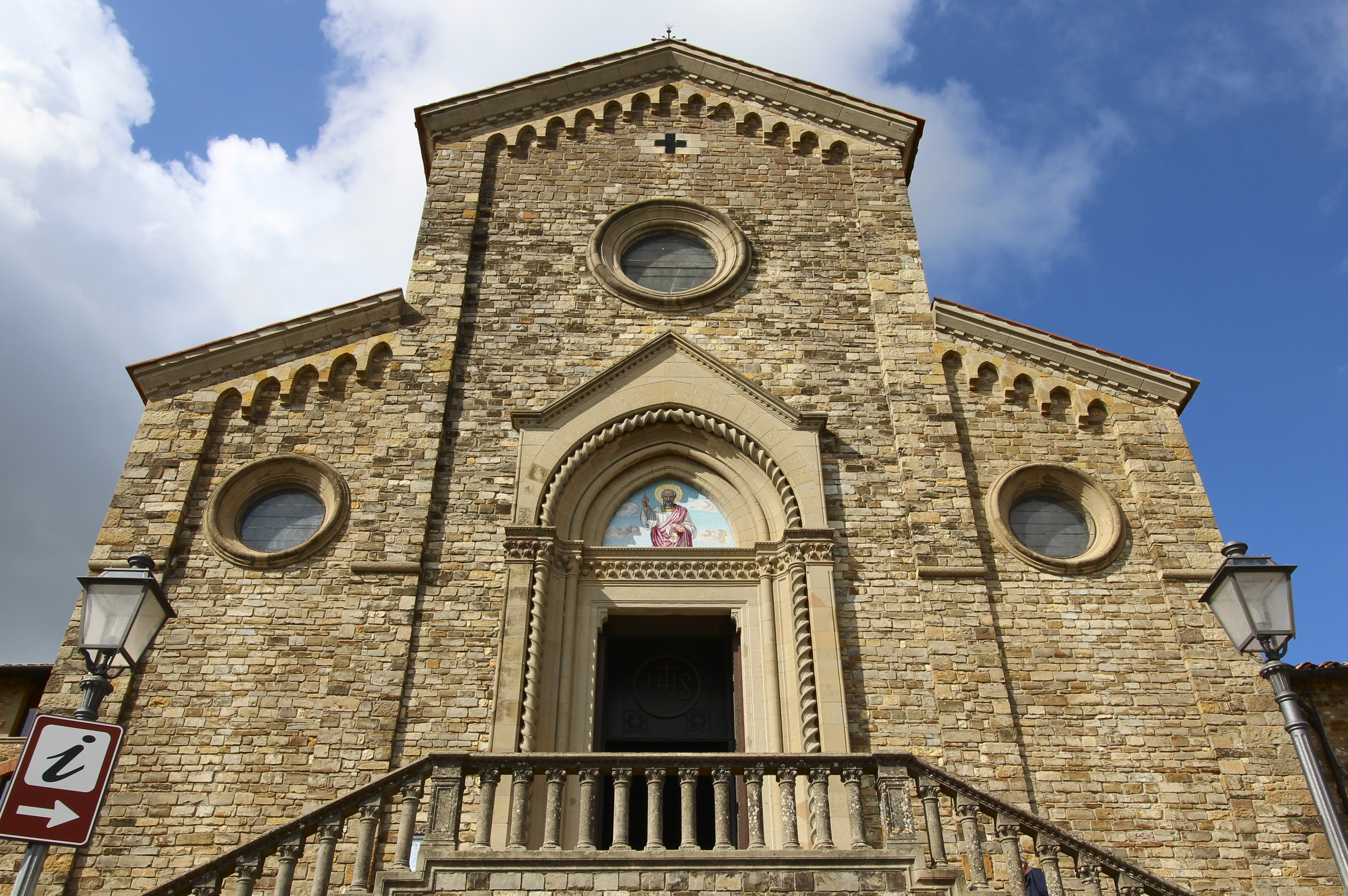
Die Kirche San Bartolomeo im Ortskern von Barberino Val d’Elsa

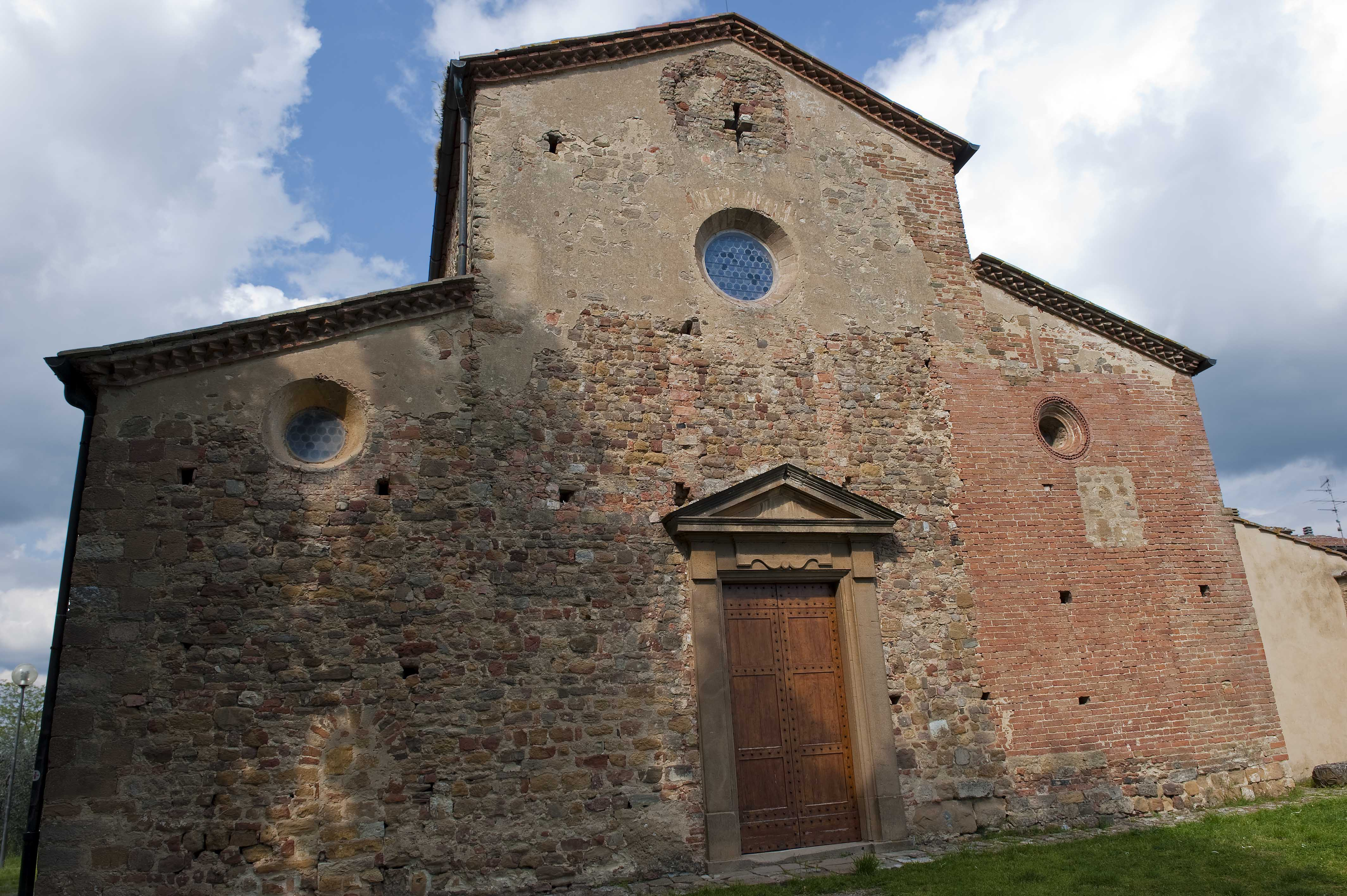
Pieve di Sant’Appiano

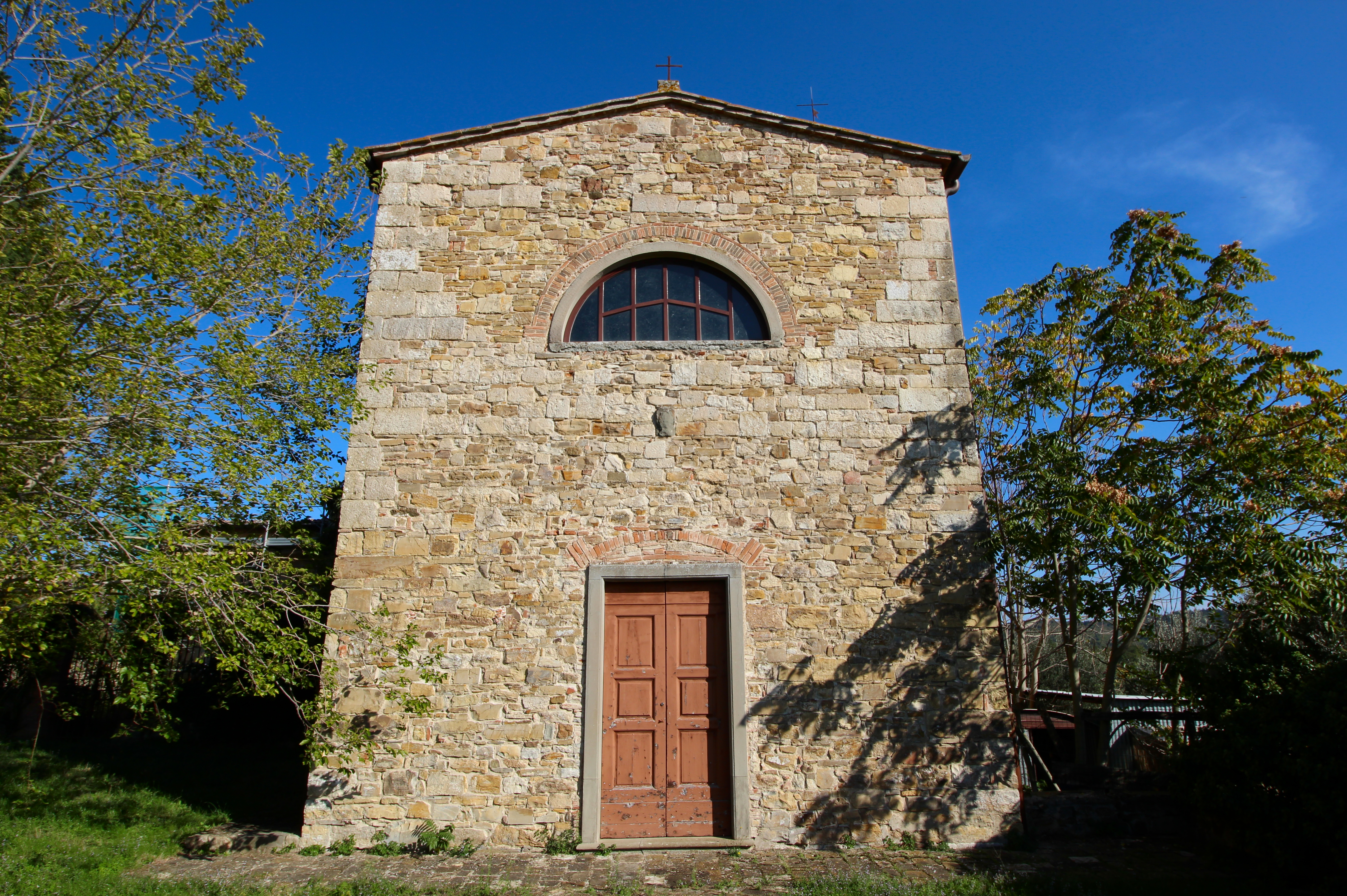
Kirche San Lorenzo (Cortine)

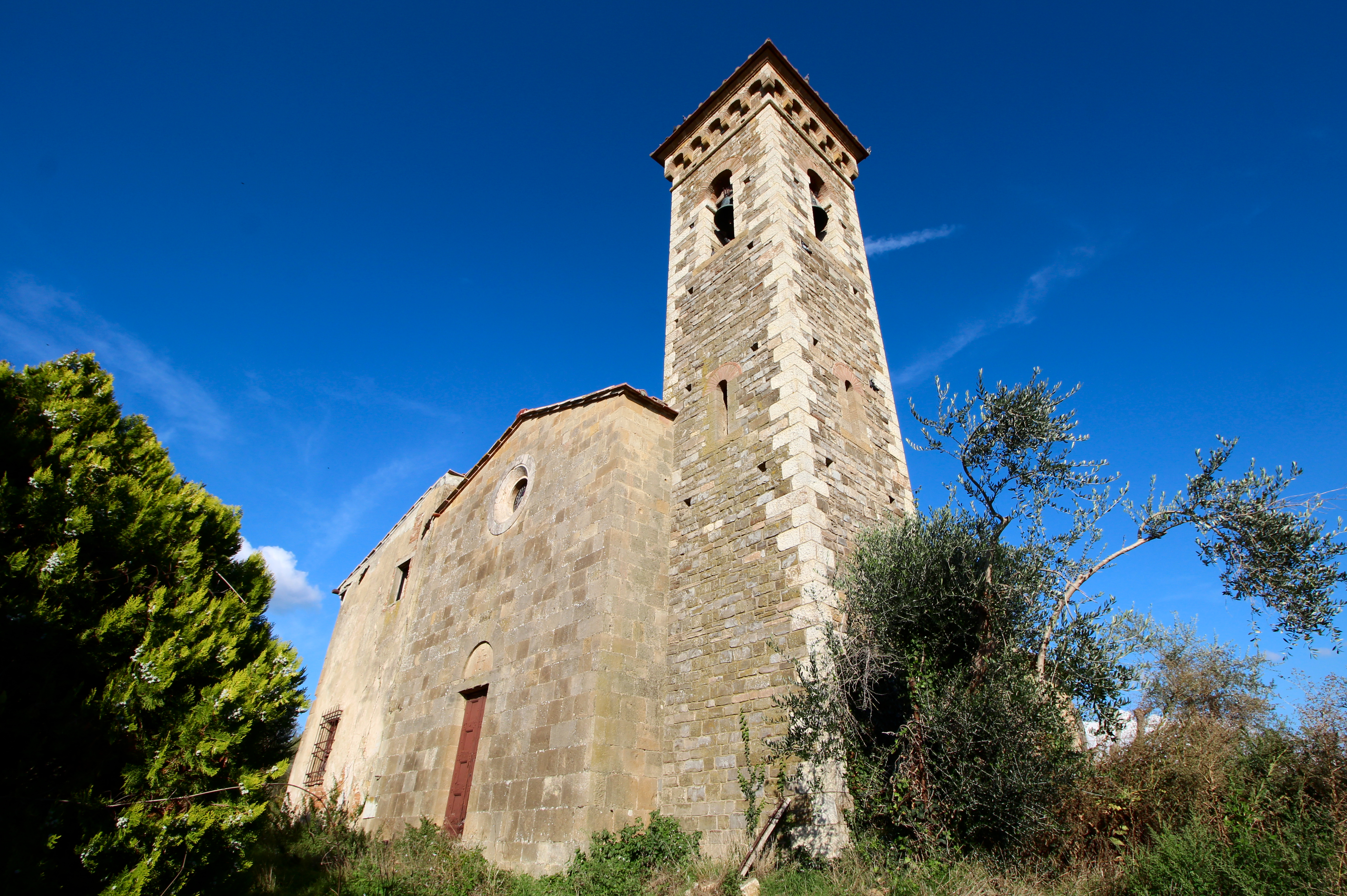
San Filippo a Ponzano

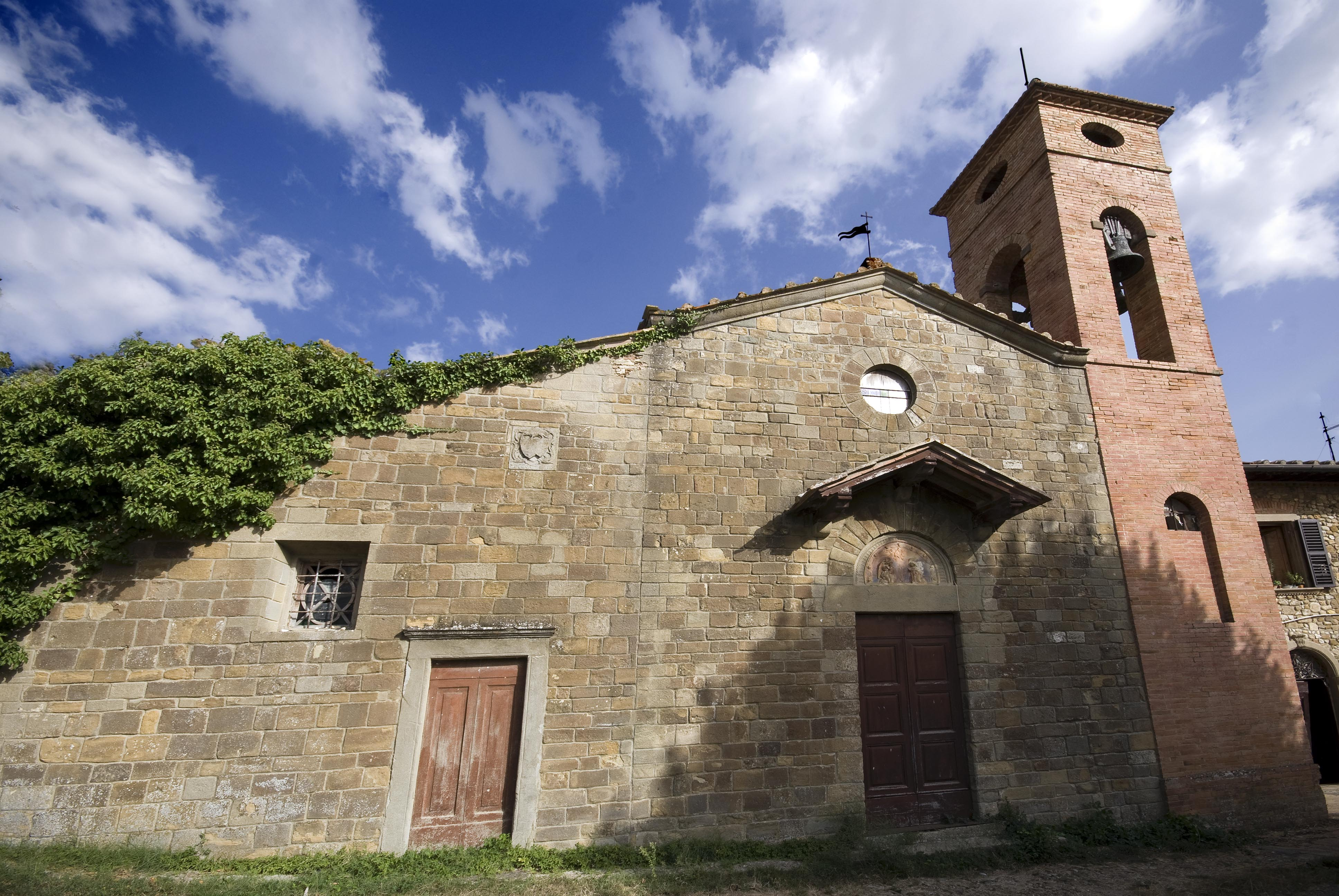
Kirche San Lorenzo (Vigliano)

- San Bartolomeo, Hauptkirche des Ortes. Wurde im frühen 20. Jahrhundert von Giuseppe Castellucci renoviert und umgestaltet. Enthält vom Maestro di Barberino das Werk Madonna con figlio (14. Jahrhundert).[6]
- Sant’Appiano, Pieve, die bereits 990 erwähnt wurde. Das nebenstehende Baptisterium wurde 1805 durch ein Erdbeben zerstört, die vier übriggebliebenen Pfeiler sind heute noch sichtbar.[6]
- San Lorenzo, Kirche in Cortine.
- Castello di Linari, 1072 erwähnt.[7]
- Santo Stefano, bereits seit 1276 als kanonische Kirche in Linari bekannt. Enthält von Neri di Bicci das Gemälde Madonna col Bambino e Santi.[6]
- Santa Maria, Kirche der Burg von Linari.
- San Carlo Borromeo, rechtsseitig von Santo Stefano anliegendes Oratorium in Linari.
- Compagnia della Santissima Annunziata, 1816 entstandene Kirche in Linari am Eingang der Burg. Wurde in den 2010er Jahren restauriert.[8]
- Santa Maria, Kirche in Marcialla.
- San Ruffignano, Kirche in Monsanto, die seit dem 10. Jahrhundert bekannt ist.[6]
- Castello della Paneretta, Burg in Monsanto.
- San Pietro, Kirche in Olena.
- San Rocco, Kapelle bei Olena, Località Isole.
- San Martino, Kirche in Pastine aus dem 12. Jahrhundert.[6]
- San Pietro, Kirche in Petrognano.
- Santa Maria, Kirche in Poneta.
- San Filippo, Kirche in Ponzano (San Filippo a Ponzano), 12. Jahrhundert.[9]
- San Martino, Kirche in San Martino ai Colli. Unter der Kirche wurde 1907 eine Nekropole der Etrusker gefunden, die aus dem 7. Jahrhundert v. Chr./8. Jahrhundert v. Chr. stammt.[10]
- San Michele Arcangelo, Kapelle in Semifonte (bei Petrognano). Entstand zwischen 1594 und 1597 auf Initiative von Giovan Battista di Neri Capponi und durch Pläne von Santi di Tito. Enthält das Gemälde San Michele Arcangelo, San Nicola e altri Santi von Bernardino Poccetti (um 1597 entstanden).[6] Die Kuppel ist ein Nachbau der Kuppel der Kathedrale von Florenz im Maßstab 1:8.[9]
- San Giorgio allo Spadaio, Kirche bei Spadaio.
- Castello di Tignano, Burg in Tignano (12. Jahrhundert).[11]
- Sant’Anna, ehemalige Kirche der Burg Tignano.[12]
- Palazzo dei Begliuomini, Palast in der Burg Tignano (14. Jahrhundert).[11]
- Porta Fiorentina, Zugangstor der Burg Tignano.[12]
- San Romolo, Kirche in Tignano, um 1200 entstanden.[7]
- Sant’Andrea, Kirche im Ortskern (Castello) von Vico d’Elsa, die aus dem 14. Jahrhundert stammt. Die Fassade wurde in den 1930er Jahren erneuert.[6]
- San Michele e del Santo Salvatore, Kirche im Ortskern (Castello) von Vico d’Elsa.
- San Bernardo, Kirche im Ortskern (Castello) von Vico d’Elsa.
- Villa Torrigiani, auch Fattoria Torrigiani, Ortskern (Castello) von Vico d’Elsa.
- Villa Guicciardini, Ortskern (Castello) von Vico d’Elsa. Enthält Fresken von Giovanni da San Giovanni.
- San Michele, Kirche kurz außerhalb des Castello von Vico d’Elsa.
- San Lorenzo a Vigliano, Kirche im Ortsteil Vigliano, um 998 errichtet.

## Auszeichnungen
- Der Ort ist Träger der Bandiera Arancione des TCI.

## Partnerschaften
- Schliersee, Deutschland
- Publier, Frankreich
- Amgala, Westsahara

## Persönlichkeiten
- Der Ort ist der Stammsitz der Familie Barberini, die mehrere hochrangige Geistliche, darunter einen Papst, hervorbrachte.